# Hershey's Special Dark
Hershey's Special Dark es una barra de chocolate oscuro y fuerte fabricada por The Hershey Company.
Special Dark es similar a un estándar Hershey bar, pero está hecho con una tipo de chocolate oscuro (o semidulce) que contiene un porcentaje más alto de sólidos de cacao, licor de chocolate y mantequilla de cacao, a diferencia del original que es chocolate de leche.
El Dark Special bar reemplazó el, similar, si no idéntico Semi-Sweet Hershey bar en la línea de productos de la compañía a principios de 1970.
Está disponible en una variedad de tamaños. También hay versiones Oscuras Especiales de Hershey Kisses, jarabe de chocolate, chips de chocolate, chocolate para hornear, cacao, y Hershey Nuggets.

## Miniaturas
Hershey Dark Special es un componente de la tradicional Miniaturas de Hershey, primero vendido en 1939.
En 2006, Hershey empezó vender las Hershey Miniaturas Dark Special, el cual incluido la barra Oscura Especial sencilla, junto con barras oscuras con cacahuetes (similares a un Señor Goodbar) y con crisped arroz (similar a un Krackel). 